# Kaasmarkt (Gouda)

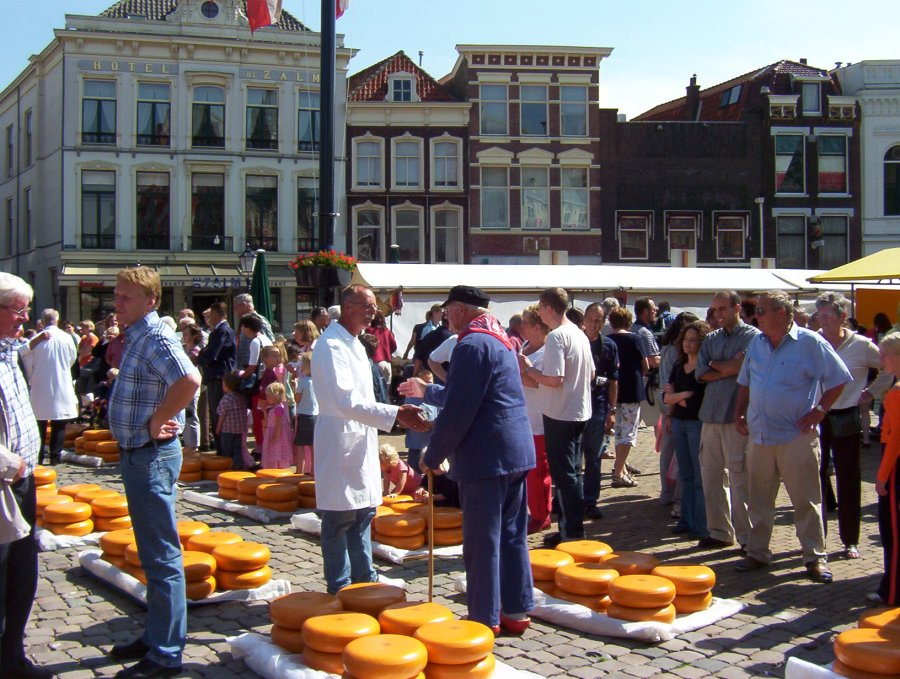
Kaashandel per handslag in Gouda

De Goudse kaasmarkt was gedurende enkele eeuwen een markt voor de Waag in Gouda waar de bekende Goudse kaas werd verhandeld. Boeren uit de regio brachten hun kazen met door paarden getrokken kaasbrikken naar de markt, waar ze werden gewogen, gekeurd en verkocht. In 1937 werd er op de Goudse kaasmarkt 4,5 miljoen kilo kaas verhandeld. Deze kaas werd in dat jaar aangevoerd met 15.245 wagens. De platronde, wielvormige Goudse kaas weegt minstens 15 kg per stuk. Door de overstap op fabrieksmatig bereide kaas kwam er in de tweede helft van de twintigste eeuw een einde aan de officiële Goudse kaasmarkt. Over het precieze tijdstip van het einde van de kaasmarkt geven bronnen een verschillende lezing. Volgens Henkjan Sprokholt legde de kaasmarkt in de jaren vijftig van de twintigste eeuw het loodje. In de Goudse stadsgeschiedenis wordt gesproken over het einde van de kaasmarkt in dezelfde periode waarin ook de veemarkt verdween, te weten de jaren zeventig van de twintigste eeuw.

## Na het einde van de officiële kaasmarkt
Van begin april tot eind augustus wordt er op de donderdagmorgen als toeristische attractie een kaasmarkt gehouden. Tijdens deze kaasmarkt zijn er ook ambachtelijke werklieden die laten zien hoe men vroeger onder andere klompen, karnemelk en kaarsen maakte.